# Grupa rotací v trojrozměrném prostoru
Grupa rotací v trojrozměrném prostoru, v mechanice a geometrii často nazývaná SO(3), je grupa všech rotací kolem počátku souřadnic v trojrozměrném Eukleidovském prostoru {\displaystyle \mathbb {R} ^{3}} s operací skládání zobrazení. Podle definice rotace kolem počátku souřadnicového systému je to transformace, která zachovává počátek souřadnicového systému, eukleidovskou metriku (jde tedy o izometrické zobrazení) a orientaci (tj. nepřehazuje levou a pravou ruku). Každá netriviální rotace je určena svojí osou otáčení (přímkou procházející počátkem souřadnicového systému) a úhlem rotace. Složení dvou rotací dává jinou rotaci; ke každé rotaci existuje jednoznačná inverzní rotace; identita je nulovým prvkem (který také vyhovuje definici rotace). Vzhledem k výše uvedeným vlastnostem (spolu s asociativitou skládání rotací) je množina všech rotací grupou, jejíž grupovou operací je skládání zobrazení. Rotace nejsou komutativní (například rotace R o 90° v rovině x-y následovaná rotací S o 90° v rovině y-z není totéž jako S následované R), takže jde o neábelovskou grupu. Grupa rotací má navíc přirozenou strukturu jako varieta, jejíž grupové operace jsou hladce diferencovatelné; je to tedy Lieova grupa. Je to také kompaktní množina a má dimenzi 3.
Rotace jsou lineární zobrazení {\displaystyle \mathbb {R} ^{3}} a proto (je-li vybrána nějaká báze {\displaystyle \mathbb {R} ^{3}}) mohou být reprezentovány maticemi. Pokud použijeme ortonormální bázi prostoru {\displaystyle \mathbb {R} ^{3}}, bude každá rotace popsána ortogonální maticí 3 × 3 (tj. maticí 3 × 3 s reálnými prvky, kterou když znásobíme s její transponovanou maticí dostaneme jednotkovou matici) s determinantem rovným jedné. Grupu SO(3) můžeme proto ztotožnit s grupou těchto matic s operací násobení matic. Tyto matice jsou známé jako „speciální ortogonální matice“, z čehož pochází označení SO(3).
Grupa SO(3) se používá pro popis možných rotačních symetrií různých objektů, i možných orientací objektu v prostoru. Její reprezentace hrají důležitou roli ve fyzice, kde je jejich důsledkem celočíselný spin elementárních částic.

## Délky a úhly
Rotace kromě zachovávání délek zachovávají také úhly mezi vektory. Vyplývá to z faktu, že standardní skalární součin dvou vektorů u a v lze zapsat výhradně pomocí délek:
{\displaystyle \mathbf {u} \cdot \mathbf {v} ={\frac {1}{2}}\left(\|\mathbf {u} +\mathbf {v} \|^{2}-\|\mathbf {u} \|^{2}-\|\mathbf {v} \|^{2}\right).}
Důsledkem je, že každá transformace zachovávající délku v {\displaystyle \mathbb {R} ^{3}} zachovává skalární součin a tedy úhel mezi vektory. Rotace se často definují jako lineární transformace, které zachovávají vnitřní součin na {\displaystyle \mathbb {R} ^{3}}, což je ekvivalentní s požadavkem, že zachovávají délky. Tento obecnější přístup je použit v článku klasická grupa, kde se probírá SO(3) jako speciální případ.

## Ortogonální a rotační matice
Každá rotace převádí ortonormální bázi prostoru {\displaystyle \mathbb {R} ^{3}} na jinou ortonormální bázi. Stejně jako jakákoli lineární transformace konečněrozměrných vektorových prostorů je možné rotaci reprezentovat maticí. Nechť R je daná rotace. Vzhledem ke standardní bázi e1, e2, e3 postoru {\displaystyle \mathbb {R} ^{3}} jsou sloupce rotace R (Re1, Re2, Re3). Protože standardní báze je ortonormální a protože R zachovává úhly a délky, tvoří sloupce R jinou ortonormální bázi. Tuto podmínku ortonormality můžeme vyjádřit ve tvaru
{\displaystyle R^{\mathsf {T}}R=RR^{\mathsf {T}}=I,}
kde RT označuje transpozici R a I je jednotková matice 3 × 3. Matice s touto vlastností se nazývají ortogonální matice. Grupu všech ortogonálních matic 3 × 3, která sestává ze všech vlastních a nevlastních rotací, značíme O(3).
Kromě zachovávání délek, musí vlastní rotace také zachovávat orientaci. Zda matice zachovává nebo obrací orientaci závisí na tom, zda determinant matice je kladný nebo záporný. Pro ortogonální matice R si všimněte, že det RT = det R naznačuje (det R)2= 1, takže det R = ±1. Podgrupa ortogonálních matic s determinantem +1 se nazývá speciální ortogonální grupa a označuje se SO(3).
Každá rotace tedy může být reprezentována jednoznačně ortogonální maticí s determinantem rovným jedné. Díky tomu, že skládání rotací odpovídá násobení matic, je navíc grupa rotací je izomorfní se speciální ortogonální grupou SO(3).
Nevlastní rotace odpovídají ortogonálním maticím s determinantem −1; grupu netvoří, protože součin dvou nevlastních rotací je vlastní rotace.

## Struktura grupy
Grupa rotací je grupou s operací skládání funkcí (nebo ekvivalentně s násobením matic). Je podgrupou obecné lineární grupy sestávající ze všech invertovatelných lineárních transformací reálného trojrozměrného prostoru {\displaystyle \mathbb {R} ^{3}}.
Grupa rotací je navíc neábelovskou grupu. To znamená, že záleží na pořadí, ve kterém skládáme rotace. Například rotace o 90° okolo kladný osy x následovaná rotací o 90° kolem kladné osy y je jiná rotace než rotace získaná otáčením nejdříve kolem osy y a pak kolem osy x.
Ortogonální grupa sestávající ze všech vlastních a nevlastních rotací je generovaná symetriemi (zrcadlením). Každá vlastní rotace je složena ze dvou symetrií (zrcadlení), což je speciální případ Cartanovy–Dieudonného věty.

## Osa otáčení
Každá netriviální vlastní rotace ve trojrozměrném prostoru zachovává jednoznačný jednorozměrný vektorový podprostor prostoru {\displaystyle \mathbb {R} ^{3}}, který nazýváme osa otáčení (jak praví Eulerova rotační věta). Každá taková rotace funguje jako obyčejná dvojrozměrná rotace v rovině kolmé na tuto osu. Protože každou dvojrozměrnou rotace můžeme reprezentovat úhlem φ, libovolná trojrozměrná rotace můžeme určit zadáním osy otáčení a úhlu otočení kolem této osy. (Technicky potřebujeme zadat orientaci osy, a zda rotace je ve směru nebo proti směru hodinových ručiček vzhledem k této orientaci).
Rotaci proti směru hodinových ručiček kolem kladné osy z o úhel φ tak popisuje vztah
{\displaystyle R_{z}(\phi )={\begin{pmatrix}\cos \phi &-\sin \phi &0\\\sin \phi &\cos \phi &0\\0&0&1\end{pmatrix}}.}
Je-li dán jednotkový vektor n v {\displaystyle \mathbb {R} ^{3}} a úhel φ, pak R(φ, n) reprezentuje rotaci proti směru hodinových ručiček kolem osy procházející n (s orientací určenou n). Pak
- R(0, n) je identická transformace pro jakékoli n
- R(φ, n) = R(−φ, −n)
- R(π + φ, n) = R(π − φ, −n).

Při použití této vlastnosti můžeme ukázat, že jakoukoli rotaci můžeme reprezentovat jednoznačným úhlem φ v rozsahu 0 ≤ φ ≤ π a jednotkovým vektorem n takovým, že
- n je libovolný, pokud φ = 0
- n je jednoznačný, pokud 0 < φ < π
- n je jednoznačný až na znaménko, pokud φ = π (tj. rotace R(π, ±n) jsou identické).

V další části používáme tyto reprezentace rotace pro topologické ztotožnění SO(3) s trojrozměrným reálným projektivním prostorem.